# 무간도
《무간도》(중국어: 無間道, 영어: Infernal Affairs)는 2002년 개봉한 홍콩의 액션 스릴러 영화이다. 맥조휘와 장문강이 공동 집필한 이 영화에는 유덕화, 양조위, 황추생, 증지위, 진혜림이 출연한다. 이 영화는 삼합회에 잠입한 경찰관과 같은 갱에서 비밀리에 일하는 또 다른 경찰관을 따라간다. 《무간도》 시리즈의 첫 번째 작품이며, 《무간도 II》와 《무간도 III》가 그 뒤를 잇는다.
이 영화는 제76회 아카데미상에서 최우수 외국어 영화상 홍콩 출품작으로 선정되었지만 후보에 오르지 못했다. 미라맥스는 미국 배급권을 인수하여 2004년 미국 극장 개봉을 제한했다. 마틴 스코세이지는 2006년 이 영화를 《디파티드》로 리메이크하여 아카데미 작품상과 각색상을 수상했다. 2017년에는 인도의 리메이크 영화도 계획되었다.

## 줄거리
삼합회 두목인 한침은 젊은 깡패 유건명을 경찰학교에 보내 그의 첩자로 삼는다. 비슷한 시기에, 젊은 경찰 사관생도인 진영인은 경찰학교에서 쫓겨나는 것으로 보인다. 사실, 진영인은 황 국장에게만 보고하는 첩보원이 되었고, 황 국장은 그를 한침의 삼합회에 잠입시키기 위해 그를 보낸다. 10년 동안, 진영인은 잠복근무로 인해 엄청난 스트레스를 받는 반면, 유건명은 경찰에서 빠르게 승진한다.
황 국장과 그의 팀은 진영인으로부터 제보를 받은 후 한침과 태국 코카인 딜러 사이의 거래를 중단했다. 그러나 유건명은 한침에게 경고하고, 그의 심복들이 증거를 처분하도록 할 충분한 시간을 준다. 이 사건 이후, 황 국장과 한침은 그들 자신의 조직 내에 두더지가 있다는 것을 깨닫고, 두더지가 누구인지 알아내기 위해 시간과의 경쟁을 벌인다. 진영인은 영화관에서 혼과 대화하는 것을 본 후 유건명을 따라가려 할 때 유건명의 정체를 거의 알게 된다. 이 무렵, 진영인과 유건명은 둘 다 이중 정체성으로 어려움을 겪고 있는데, 진영인은 10년 동안 깡패 생활을 한 후 경찰로서 자신에 대한 믿음을 잃기 시작하고, 유건명은 경찰관의 삶에 더 익숙해지고 삼합회와의 관계를 끝내고 싶어한다.

## 캐스팅
- 양조위 - 진영인(陳永仁, 찬윙얀)
- 유덕화 - 유건명(劉健明, 라우긴밍)
- 황추생 - 황지성(黃志誠, 웡지싱) 경찰국장
- 증지위 - 한침(韓琛)
- 두문택 - 아강(傻強)
- 진관희 - 청년 유건명
- 여문락 - 청년 진영인
- 정수문 - 메리
- 진혜림 - 이심아

## 한국판 성우진(KBS) (2003년 11월 15일)
- 홍시호 - 유건명(유덕화) / 청년 유건명(진관희)
- 김일 - 진영인(양조위) / 청년 진영인(여문락)
- 차명화 - 메리(정수문)
- 김지혜 - 이심아(진혜림)
- 이봉준 - 황지성 국장(황추생)
- 김소형 - 한침(증지위)
- 탁원제 - 서장(윤지강)
- 김익태 - 정 반장(오정엽) / 엽교장(허금봉)
- 임진응 - 임국평(임가동)
- 이원준 - 아강(두문택)
- 성완경 - 피에로(임적안)
- 이승주 - 조직원(호화초)
- 임미진 - 메이(소아현)
- 위훈 - 하마(구헌위)
- 고재균 - 경찰(증건용) / 뚱보

## 대체 엔딩
영화는 외설, 도박, 폭력, 범죄를 조장할 수 없다는 중국 영화 관리 규정 제25조를 준수하기 위해 영화의 대체 엔딩을 촬영했다. 원래 (홍콩) 엔딩에서 류는 형사 잠복자로서의 자신의 진짜 신분을 숨기고 입법 처벌을 피하기 위해 자신을 경찰이라고 밝혔다. 따라서 오리지널 엔딩 버전은 범죄 행위와 부정을 조장하고, 대체 엔딩은 중국 본토 시장에 접근하기 위해 촬영되었다. 다른 결말에서 장 경감은 유건명의 범죄 행위의 증거를 발견하고 즉시 엘리베이터 밖에서 유건명을 체포했다. 이 대체적인 결말은 중국 본토와 말레이시아에서 보여졌다.

## 반응

### 박스오피스
홍콩에서 초연되었을 때, 무간도는 개막일(1월 16일부터 19일까지) 동안 160,356 달러를 벌어들였다. 이 영화는 홍콩 극장에서 상영되는 동안 총 7,035,649 달러의 수익을 올렸다. 이 영화는 그 후 아시아 전역에서 개봉되었고, 극장 수입으로 169,659 달러를 벌어들였다. 2016년, 한국 극장들은 3주 동안 총 128,026 달러를 벌어들인 이 영화를 다시 개봉했다. 한국에서 이 영화의 평생 총 수익은 977,903달러이다.
전 세계적으로, 이 영화는 국내 시장과 영화를 전시한 유럽 극장에서 총 8,836,958달러의 수익을 올렸다.

## 같이 보기
- 홍콩 영화